# Kwietcza
Kwietcza (biał. Кветча; ros. Кветча) – wieś na Białorusi, w obwodzie witebskim, w rejonie lepelskim, w sielsowiecie Domżarycy. W 2009 roku liczyła 47 mieszkańców.